# Куракина, Александра Ивановна
Княгиня Александра Ивановна Куракина, урождённая Панина (3 [14] февраля 1711 — 11 [22] февраля 1786) — дочь генерал-поручика и сенатора И. В. Панина, сестра знаменитых графов Никиты и Петра Паниных, бабушка князей Александра и Алексея Куракиных и поэта Ю. А. Нелединского-Мелецкого.

## Биография

### Происхождение

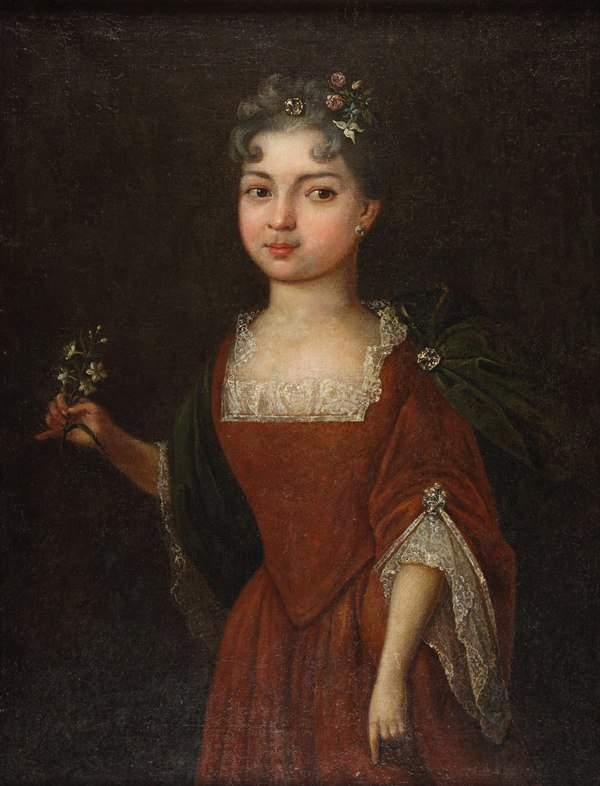
Портрет 1715 г.

Александра Ивановна (по некоторым источникам Аграфена) была старшим ребёнком в семье. По отцу, Ивану Васильевичу, принадлежала к дворянскому роду Паниных. По матери, Аграфене Васильевне Эверлаковой, была в родстве с Нарышкиными и Леонтьевыми.
Её дед, подьячий Василий Алексеевич Эверлаков, был весьма близок к царевичу Алексею Петровичу. В ряде источников компилятивного характера утверждается, что женой Эверлакова была Татьяна Даниловна, родная сестра светлейшего князя А. Д. Меншикова; тогда как в современных научных трудах свойство́ Меншикова с Эверлаковыми не упоминается.

## Замужество
Александра Ивановна получила хорошее домашнее образование, детство и юность провела в Пернове, где её отец был комендантом.
В 19 лет она была выдана замуж за князя Александра Борисовича Куракина (1697—1749), тайного советника и конференц-министра, только что вернувшегося из Парижа, где он состоял полномочным послом. Их свадьба состоялась 26 апреля 1730 года. Брак Александры послужил началом возвышения семьи Паниных.
Семья Куракиных занимала высокое положение при дворе. Александр Борисович при императрице Анне Иоанновне был сторонником Э. И. Бирона и стал его официальным шутом и забавником. При помощи интриг он сумел сохранить своё положение и в царствование Елизаветы Петровны. В 1749 году Александра Ивановна овдовела. На её руках осталось восемь детей.

## Жизнь в Москве
Лишившись мужа, Александра Ивановна постоянно жила в Москве в доставшемся ей огромном доме на Мясницкой, где на постоянных праздниках и застольях собирался весь город. В этом доме княгиня Куракина была окружена многочисленным семейством, детьми и внуками; у неё же воспитывались сыновья её единственного, умершего в 1764 году, сына, князя Бориса Александровича Куракина, столь известные впоследствии князья Александр и Алексей Борисовичи; к ним бабушка до конца своей жизни сохранила нежную привязанность, находясь с ними в переписке и живо интересуясь их блестящей служебной карьерой.

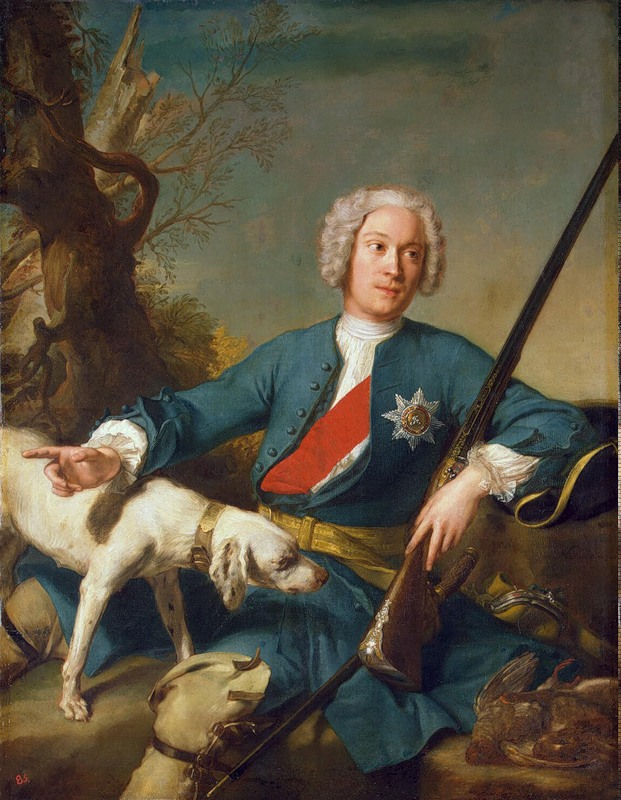
Александр Борисович Куракин. Художник Ж.-М.Натье, 1728

По красоте и непринужденности слога, ясности мысли письма Александры Ивановны относятся к лучшим образцам эпистолярного наследия XVIII века. Писала она одинаково легко на русском и французском языках.
После выхода замуж её дочерей и распадения большого семейства, опустевший громадный куракинский дом, в котором она осталась одна с незамужнею дочерью, княжной Аграфеной Александровной, продолжал служить благодаря ей связующим центром всей семьи, среди которой она пользовалась большим уважением и авторитетом.

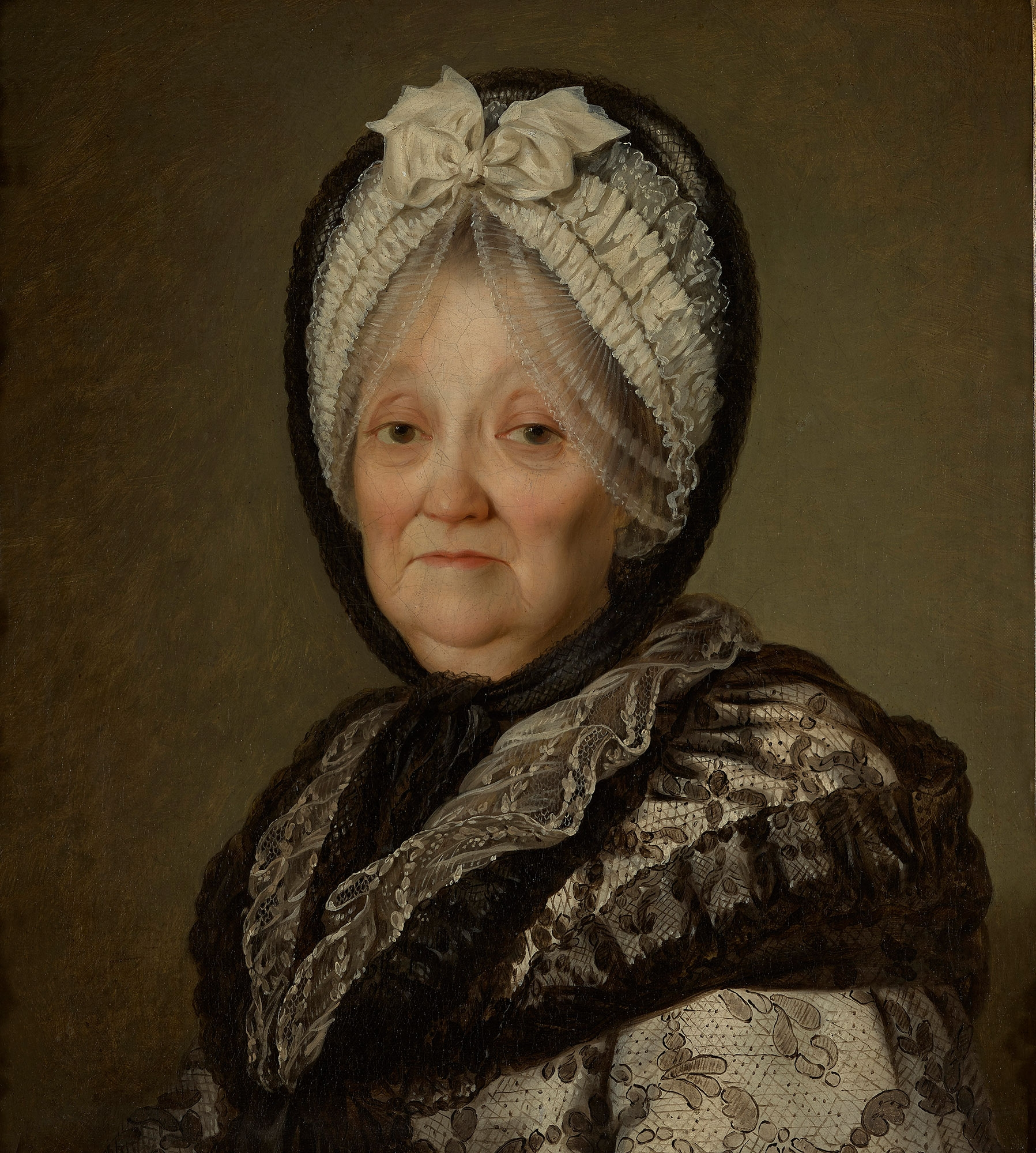
Ф. С. Рокотов. Княгиня Александра Ивановна Куракина в 72 года. 1783.

Александра Ивановна не любила чувствовать своего возраста и не давала его чувствовать другим. Очень подвижная и гостеприимная, она в 66 лет выезжала на охоту, гостя у брата своего, графа П. И. Панина, в его смоленском поместье Дугине и вела светский образ жизни, оставаясь при этом очень умеренной в своих вкусах и привычках. В старости она писала о себе: 
Я в сем образец и всякий день с голодом выхожу из-за стола, и то меня содержит, и всем советую не все кушать.
Старая Куракина, как называли её в Москве, занималась самой широкой благотворительностью. Благочестивая и религиозная, Александра Ивановна имела в своём доме домовую церковь во имя Св. Троицы, где каждое утро отстаивала обедню, водила большое знакомство и дружбу с выдающимися духовными лицами, между которыми особенно отличала архиепископа Ростовского Самуила.

Скончалась княгиня Куракина 75 лет от роду 11 февраля 1786 года и похоронена в соборе Московского Новоспасского монастыря, где высеченная на надгробном камне её надпись оканчивается словами: 
…и хотя и не уединилась от светской жизни, но все время содержала и отправляла со всею строгостию монашеские правила и пост, и Всевышний Творец благословил её видеть сыны сынов своих.

## Дети
В браке княгиня Александра Ивановна Куракина имела одного сына:
- Борис-Леонтий Александрович (1733—1764), сенатора, президента Коллегии Экономии и Камер-коллегии. Был женат на известной красавице Елене Степановне Апраксиной (1735—1769).

и восемь дочерей:
- Анна Александровна (1731—1749)
- Татьяна Александровна (1732—1754), была первой супругой А. Ю. Нелединского-Мелецкого (1729—1804).
- Аграфена Александровна (1734—1791), с 9 декабря 1749 года фрейлина императрицы Елизаветы Петровны, а в правление Екатерины II считалась «в отпуску». Жила главным образом в Москве при матери, замужем не была.
- Екатерина Александровна (1735—1802), замужем за князем И. И. Лобановым-Ростовским.
- Александра Александровна (1736—1739)
- Наталья Александровна (1737—1798), статс-дама, жена фельдмаршала князя Н. В. Репнина.
- Анастасия Александровна (ум.1739 году, на третьем месяце)
- Прасковья Александровна (13.06.1741—05.11.1755), скончалась от горячки.

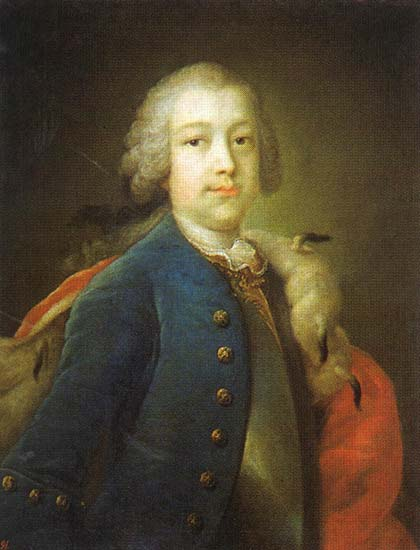
Георг К. Гроот. Борис Куракин. 1748.
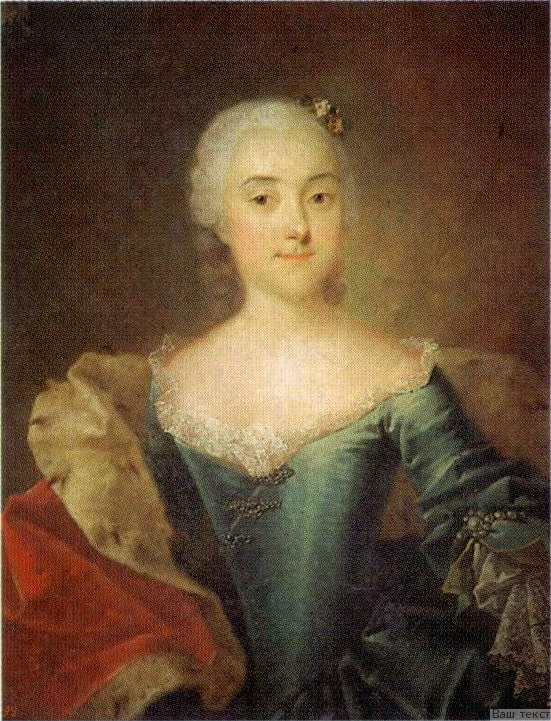
Георг К. Гроот. Анна Куракина. 1740-е гг.
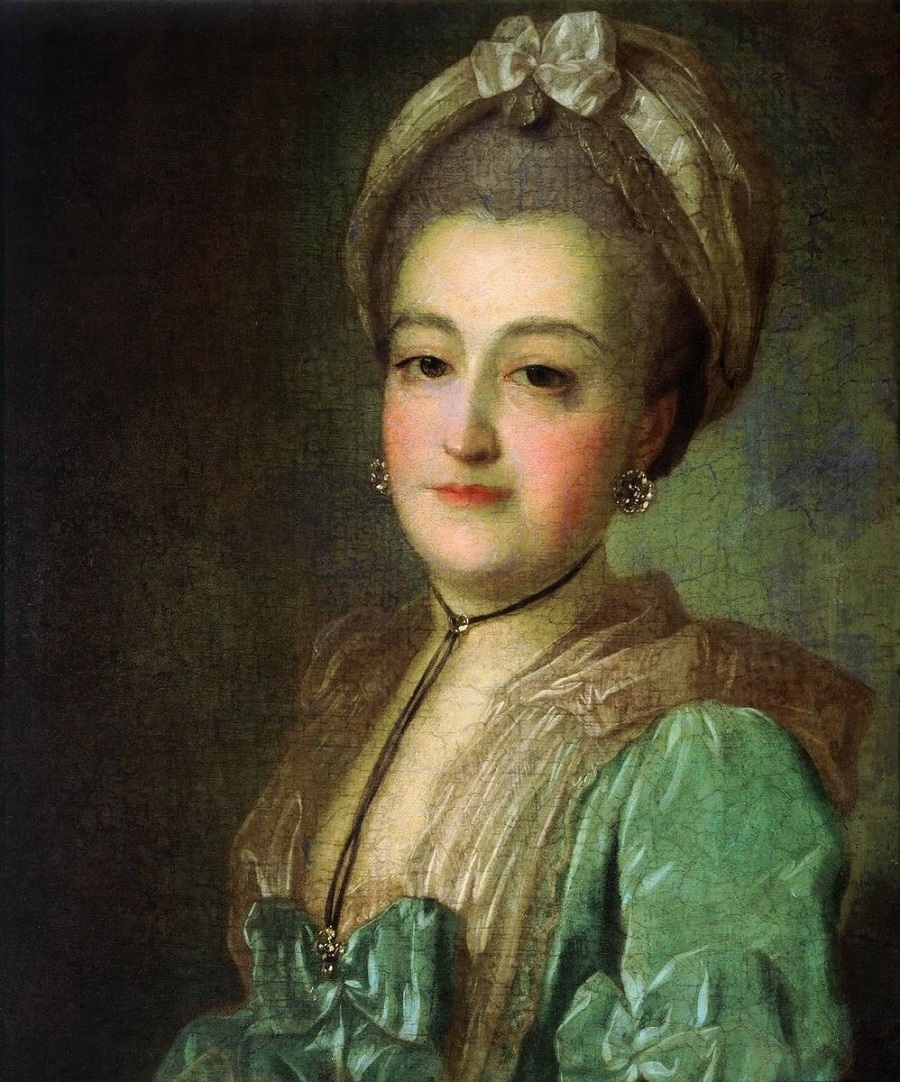
Ф. С. Рокотов. Аграфена Куракина. Конец 1760-х—начало 1770-х гг.
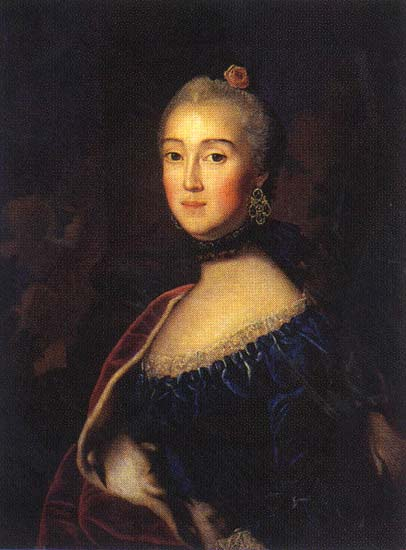
Давид Людерс. Екатерина Куракина. 1759.
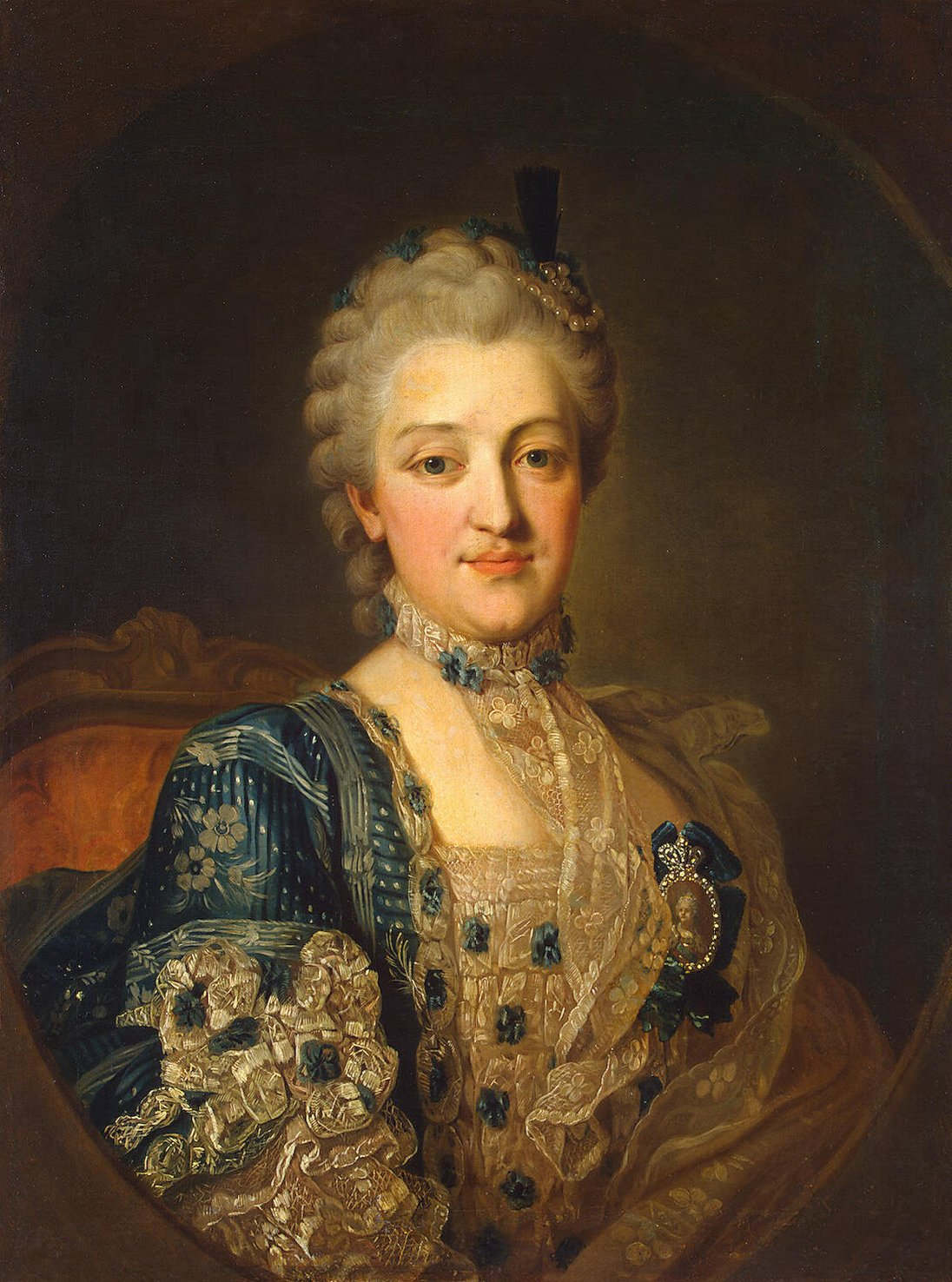
Пер Крафт Старший. Наталья Куракина. 1767-1768.

## Комментарии
1. ↑  Тётка Александры Ивановны, Мария Васильевна Эверлакова (1687—1746), вышла замуж за троюродного брата Петра I, видного военного деятеля М. Л. Леонтьева.
2. ↑  Мясницкая улица, д. 26 — здание бывшего Почтамта (сейчас[когда?] Европейско-Азиатская биржа)